# 신윤섭
신윤섭(1995년 4월 30일 ~ )은 대한민국의 배우이다.

## 출연작

### 영화
- 《괴기맨숀》 (2021년) - 뮤지션 역

### 드라마
- 《구경이》 (2021년, JTBC) - 박규일 역
- 《심야카페 시즌 2》 (2021년, 웹드라마) - 차준기 역
- 《라이브온》 (2020년, JTBC) - 정빈 역
- 《연애미수》 (2019년, 웹드라마) - 이시언 역
- 《미스 함무라비》 (2018년, JTBC)

### 광고
- 코나자동차
- 산타토익